# Ormosia legata
Ormosia legata är en tvåvingeart som beskrevs av Alexander 1949. Ormosia legata ingår i släktet Ormosia och familjen småharkrankar. Inga underarter finns listade i Catalogue of Life.